# یلان-یلگا
یلان-یلگا (انگلیسی: Yelan-Yelga) یک شهرک در شهرستان شارانسکی استان باشقیرستان کشور روسیه است.